# OpenBIOS
OpenBIOS è un firmware libero e a sorgente aperto che implementa Open Firmware, uno standard originariamente definito da Sun Microsystem che intende unificare le diverse interfacce firmware per le diverse architetture di calcolatori: x86, AMD64, PowerPC, ARM, Sparc e MIPS.
OpenBIOS è anche il nome del progetto di sviluppo e manutenzione di tale software.
La maggior parte delle versioni di OpenBIOS fanno uso di un livello firmware intermedio usato per la preliminare inizializzazione dell'hardware, come coreboot o Das U-Boot.